# 日本物理教育学会
日本物理教育学会（にほんぶつりきょういくがっかい、英語：The Physics Education Society of Japan）は、1953年（昭和28年）に創立された物理教育に関する団体。創立時の会員数は341 名であった。
日本学術会議の登録団体。研究発表会、シンポジウム、研究会、国際会議などを開催、また「青少年のための科学の祭典」を後援している。現在、会員数は約 1500 名を数える。その内訳は、高校関係者が 6 割、大学関係者が 3 割、その他のメンバーで組織されている。

## 出版物
学会誌「物理教育」